# Chalcolepidius apacheanus
Chalcolepidius apacheanus là một loài bọ cánh cứng trong họ Elateridae. Loài này được Casey miêu tả khoa học năm 1891.